# Styloleptus nigrofasciatus
Styloleptus nigrofasciatus es una especie de escarabajo longicornio del género Styloleptus, tribu Acanthocinini, subfamilia Lamiinae. Fue descrita científicamente por Gilmour en 1963.

## Descripción
Mide 5 milímetros de longitud.

## Distribución
Se distribuye por República Dominicana.